# Pararge pallidepulverata
Pararge pallidepulverata är en fjärilsart som beskrevs av Ruggero Verity 1923. Pararge pallidepulverata ingår i släktet Pararge och familjen praktfjärilar. Inga underarter finns listade i Catalogue of Life.